# 혁흔
아이신 교로 이힌(만주어: ᠠᡳᠰᡳᠨ ᡤᡳᠣᡵᠣ
ᡳ ᡥᡳᠨ Aisin gioro I Hin, 愛新覺羅 奕訢, 1833년 1월 11일 ~ 1898년 5월 29일)은 청나라의 세습친왕이다. 세습명은 공친왕이다.
사후 손자 부위(종군왕(鍾郡王) 재형의 아들)가 공친왕직을 이어받았다.

## 같이 보기
- 입팔분공